# Bagienice (przystanek kolejowy)
Bagienice – przystanek osobowy w Bagienicach na linii kolejowej nr 223, w województwie warmińsko-mazurskim, w powiecie mragowskim, w Polsce.